# War & Peace Vol. 2 (The Peace Disc)
A War & Peace Vol. 2 (The Peace Disc) az amerikai rapper Ice Cube hatodik stúdióalbuma, amely 2000 március 21-én jelent meg a Priority Records kiadónál. Ez a második része a két albumos War & Peace sorozatnak az első rész a War & Peace Vol. 1 (The War Disc) volt és 1998-ban jelent meg. A War & Peace Vol. 2 (The Peace Disc) a Billboard 200 3. helyén, valamint a Billboard Top R&B/Hip-Hop Albums első helyén nyitott.
Az album a "Hello" című dallal kezdett, amin közreműködtek az egykori N.W.A tagjai Dr. Dre és MC Ren. A "You Can Do It" című klub-sláger lett a második kislemez, amely később 2004-ben újra megjelent és az Egyesült Királyságban a 2. helyet foglalta el a listákon.
Az album nem támogatta az olyan új előadókat, mint például Eminem és nem kapcsolódott az akkoriban megjelent Dr. Dre albumhoz a 2001-hez, amely hosszú időre elfoglalta az első helyet a listákon. Ezután 6 év telt el, mire Cube megjelentette a következő, visszatérésnek kikiáltott Laugh Now, Cry Later szólóalbumát.

## Dalok listája
1. Hello  (featuring Dr. Dre & MC Ren)  (Produced by Dr. Dre, Mel-Man)
2. Pimp Homeo (Insert)
3. You Ain't Gotta Lie (Ta Kick It)  (featuring Chris Rock)  (Produced by Chucky Thompson)
4. The Gutter Shit  (featuring Jayo Felony, Gangsta & Squeak Ru)  (Produced by Ice Cube, T-Bone)
5. Supreme Hustle  (Produced by Chucky Thompson)
6. Mental Warfare (Insert)
7. 24 Mo' Hours  (Produced by DJ Battlecat)
8. Until We Rich  (featuring Krayzie Bone)  (Produced by Chucky Thompson, Kevin Vendy)
9. You Can Do It  (featuring Mack 10 & Ms. Toi)  (Produced by One Eye)
10. Mackin' & Driving (Insert)
11. Gotta Be Insanity  (Produced by Mario Winans, Sean Puffy Combs)
12. Roll All Day  (Produced by One Eye)
13. Can You Bounce?  (Produced by Richard Frierson)
14. Dinner With The CEO (Insert)
15. Record Company Pimpin'  (Produced by Bud'da)
16. Waitin' Ta Hate  (Produced by DJ Joe Rodrigez, One Eye)
17. Nigga Of The Century  (Produced by Charly Chap)

## Lista helyezések
| Lista (2000)                          | Helyezés |
| ------------------------------------- | -------- |
| U.S. Billboard 200                    | 3        |
| U.S. Billboard Top R&B/Hip-Hop Albums | 1        |
| Lista (2000)                          | Helyezés |
| Can. Billboard Top Canadian Albums    | 7        |
| U.S. Billboard Top Internet Albums    | 17       |